# Convolvulus cephalophorus
Convolvulus cephalophorus är en vindeväxtart som beskrevs av Pierre Edmond Boissier. Convolvulus cephalophorus ingår i släktet vindor, och familjen vindeväxter. Inga underarter finns listade i Catalogue of Life.